# Associated Equipment Company
Associated Equipment Company (AEC, ACLO) fue un fabricante británico de vehículos que construyó autobuses y camiones desde 1912 hasta 1979. 

## Historia

### Orígenes
En 1855 se fundó en Londres la London General Omnibus Company (LGOC) para gestionar el servicio de ómnibus de la ciudad. La LGOC empezó a fabricar omnibuses motorizados de dos pisos en 1909, y rebautizó los dos primeros modelos: el tipo X (diseñado por Frank Searle) y el tipo B.
En 1912, LGOC fue comprada por el Underground Group, que entonces poseía gran parte de la red de metro de Londres, y se decidió que la rama de fabricación de la empresa se escindiría y pasaría a llamarse Associated Equipment Company (o AEC).
El primer producto de AEC fue un camión construido sobre el chasis del tipo X.
Con el estallido de la Primera Guerra Mundial, AEC desempeñó un papel clave debido a la habilidad y rapidez con la que producía los camiones que necesitaba el ejército según los principios industriales estadounidenses, y fue durante este periodo cuando nació el tipo Y, producido a partir de 1916. Este modelo marcó la entrada definitiva de la empresa en el sector del automóvil.

### Periodo de entreguerras
En 1926, la AEC y la Daimler Motor Company británica formaron la Associated Daimler Company (ADC), que, sin embargo, se disolvió dos años más tarde. Durante la unión, la planta de producción se trasladó de Walthamstow a Southall (Middlesex).
A partir de 1929, AEC empezó a producir nuevos modelos de autobuses (con modelos como el Regent, el Regal y el Renown) y camiones (como el Mercury, el Majestic y el Mammoth), que en la década de 1930 empezaron a equiparse con motores diésel.
AEC 661T de 1934
De 1931 a 1938, AEC y English Electric fabricaron conjuntamente varios modelos de trolebuses.

### Segunda Guerra Mundial y posguerra
La producción de vehículos civiles se detuvo en 1941 y no se reanudó hasta 1946, para que la empresa pudiera concentrarse en su contribución al ejército. Algunos ejemplos de vehículos producidos para el ejército británico son el AEC Matador (tractor de artillería), el AEC MK III (vehículo blindado pesado) y el AEC Dorchester (camión blindado de mando).
Con el fin del conflicto mundial, AEC y Leyland Motors, viendo el declive de la demanda, formaron British United Traction (BUT), una empresa conjunta para fabricar trolebuses y vehículos para tirar de vagones diésel. También en 1946, AEC reanudó la producción de vehículos civiles con el 0661/20 Regent II y el 0662/20 Regal I.
En 1948 compró Crossley Motors de Mánchester y Maudslay Motor Company de Coventry y las fusionó en Associated Commercial Vehicles (ACV). El nuevo grupo también compró Park Royal Vehicles, Charles H. Roe y, por último, Thornycroft.
Leyland Motors compró ACV en 1962. La producción llegó gradualmente a su fin: en 1968 cesó la producción de los Two-storeyers, se construyeron los últimos Routemasters con la marca AEC, en 1977 la marca desapareció de todos los vehículos comerciales y dos años más tarde la planta de Southall fue cerrada por Leyland.